# Gourcy
Gourcy ist eine Stadt (commune urbaine) und ein dasselbe Gebiet umfassende Departement in der Region Nord und Hauptstadt der Provinz Zondoma des westafrikanischen Staates Burkina Faso. Mit den 38 zum Gebiet zählenden Dörfern und dem in fünf Sektoren gegliederten Hauptort hat Gourcy 80.689 Einwohner. Es wird hauptsächlich von Mossi besiedelt. Gourcy liegt an der Fernstraße von Ouagadougou nach Mali und seine Bewohner leben vorwiegend von der Landwirtschaft.
Gourcy war Hauptstadt des historischen Reiches Yatenga.